# The Curse of Blondie
Albums de Blondie
Greatest Hits
(2002) Greatest Hits
(2005)
Singles
1. Good Boys
Sortie : 1er septembre 2003

The Curse of Blondie est le huitième album studio du groupe américain Blondie, sorti le 13 octobre 2003.

## Réception
Dans l'ensemble, The Curse of Blondie a reçu des critiques mitigées à sa sortie, ce que reflète son score de 63/100 sur l'agrégateur Metacritic. Les ventes ont également été médiocres, l'album se classant 36e au Royaume-Uni et seulement 160e au Billboard 200 aux États-Unis.

## Liste des titres
| No  | Titre                            | Auteur                                 | Durée |
| --- | -------------------------------- | -------------------------------------- | ----- |
| 1.  | Shakedown                        | Deborah Harry, Romy Ashby, Chris Stein | 5:05  |
| 2.  | Good Boys                        | Kevin Griffin, Harry                   | 4:18  |
| 3.  | Undone                           | Harry, Craig Bartock, John Vitale      | 4:28  |
| 4.  | Golden Rod                       | Harry, Leigh Foxx                      | 5:23  |
| 5.  | Rules for Living                 | Jimmy Destri                           | 5:12  |
| 6.  | Background Melody (The Only One) | Destri, Harry                          | 3:54  |
| 7.  | Magic (Asadoya Yunta)            | Harry, Ashby                           | 4:05  |
| 8.  | End to End                       | Harry, Ashby, Stein                    | 3:59  |
| 9.  | Hello Joe                        | Harry, Ashby, Stein                    | 4:06  |
| 10. | The Tingler                      | Harry, Stein                           | 3:52  |
| 11. | Last One in the World            | Destri                                 | 4:31  |
| 12. | Diamond Bridge                   | Harry, Destri                          | 4:07  |
| 13. | Desire Brings Me Back            | Carla Olla, Gretchen Langheld          | 5:31  |
| 14. | Songs of Love                    | Langheld                               | 6:43  |

| 15. | Good Boys (Giorgio Moroder Single Mix) | Griffin, Harry | 4:06 |

| 15. | The Tide Is High (Live) | John Holt, Tyrone Evans, Howard Barrett | 4:35 |
| 16. | Rapture (Live)          | Harry, Stein                            | 7:16 |

## Musiciens
| - Deborah Harry : chant - Chris Stein : guitare - Jimmy Destri : claviers - Clem Burke : batterie | - Jimi K. Bones - Paul Carbonara - Gretchen Langheld - Frank Pagaro - Leigh Foxx - James Mazlen |